# Merino Muster
Merino Muster  är ett långlopp på längdskidor på Sydön i Nya Zeeland. Det avgjordes första gången 1995 och ingår i Worldloppet sedan 2014.

### Fotnoter
1. ↑  ”Merino Muster” (på engelska). Worldloppet. http://www.worldloppet.com/merino-muster.php. Läst 4 mars 2015.